# Refrancore
Refrancore est une commune italienne de la province d'Asti, dans la région Piémont.

## Géographie
Refrancore est situé dans la région viticole du Montferrat. 

## Histoire
Le nom Refrancore dériverait du latin Rivus Francorum (« Ruisseau des Francs ») et ferait référence à la bataille qui se déroula près du village en 663, sur les bords du Rio Gaminella (cf. ci-dessous). 
En 663, l'armée franque envoyée en Italie par la reine Bathilde pour aider le roi lombard déchu Perthari à remonter sur le trône, est battue à Refrancore par les troupes du roi usurpateur Grimoald. 

## Administration
| Période                                  | Période | Identité | Étiquette | Qualité |
| ---------------------------------------- | ------- | -------- | --------- | ------- |
|                                          |         |          |           |         |
| Les données manquantes sont à compléter. |         |          |           |         |

### Communes limitrophes
Asti, Castagnole Monferrato, Castello di Annone, Montemagno, Quattordio, Viarigi.